# دارين سيمونز
دارين سيمونز (بالإنجليزية: Darrin Simmons)‏ هو مدرب رياضي أمريكي، ولد في 9 أبريل 1973.